# Neoatractosoma hercegovinense
Neoatractosoma hercegovinense är en mångfotingart som beskrevs av Karl Wilhelm Verhoeff. Neoatractosoma hercegovinense ingår i släktet Neoatractosoma och familjen Neoatractosomatidae. Inga underarter finns listade i Catalogue of Life.